# Nagwa Ibrahim Ali
Nagwa Ibrahim Saleh Ali (née le 10 juin 1975) est une athlète égyptienne, spécialiste de la marche athlétique. Entre 1998 et 2006 elle remporte trois titres de championne d'Afrique.

## Biographie

### Palmarès
| Date | Compétition            | Lieu         | Résultat | Épreuve        | Performance     |
| ---- | ---------------------- | ------------ | -------- | -------------- | --------------- |
| 1995 | Jeux africains         | Harare       | 2e       | 5 000 m marche | 24 min 25 s 3   |
| 1996 | Championnats d'Afrique | Yaoundé      | 2e       | 5 000 m marche | 24 min 5 s 4    |
| 1998 | Championnats d'Afrique | Dakar        | 1re      | 5 000 m marche | 24 min 28 s 42  |
| 1999 | Jeux africains         | Johannesburg | 2e       | 10 km marche   | 50 min 19 s     |
| 2000 | Championnats d'Afrique | Alger        | 2e       | 10 km marche   | 50 min 15 s     |
| 2002 | Championnats d'Afrique | Radès        | 1re      | 10 km marche   | 49 min 26 s     |
| 2006 | Championnats d'Afrique | Bambous      | 1re      | 20 km marche   | 1 h 43 min 22 s |

### Records
| Épreuve      | Performance    | Lieu   | Date            |
| ------------ | -------------- | ------ | --------------- |
| 10 km marche | 47 min 27 s    | Ottawa | 21 juillet 2001 |
| 20 km marche | 1 h 41 min 8 s | Turin  | 12 octobre 2002 |